# Чемпионат мира по фигурному катанию 1901
Чемпионат мира по фигурному катанию 1901 года был проведён Международным союзом конькобежцев (ИСУ) в Швеции (Стокгольм). На тот момент фигурное катание представляли только двое участников, оба они были мужчинами.
В этом сезоне фигурист Ульрих Сальхов выиграл свой первый чемпионский титул, который впоследствии доставался ему ещё 9 раз.
В 1901 году Международным союзом конькобежцев были приняты изменения в правилах, в частности, введена шестибалльная система оценок и утвержден принцип «большинства» при подсчете окончательных результатов: только в случае, если не было «абсолютного большинства», следовало подсчитывать сумму баллов (как и в случае деления мест).
Шведская федерация фигурного катания параллельно мировому первенству среди мужчин провела международные соревнования фигуристов по парному катанию, где победили австрийцы  Криста фон Сабо / Густав Эйлер, (участвовали четыре пары) и соревнования мужчин по программе двоеборья 2-го класса (победил норвежец Оскар Холте при четырёх участниках).

## Результаты
| Место | Имя            | Страна   | Сумма баллов | Сумма мест |
| ----- | -------------- | -------- | ------------ | ---------- |
| 1     | Ульрих Сальхов | Швеция   | 237,25       | 9          |
| 2     | Гилберт Фукс   | Германия | 234,75       | 9          |